# Budowlani Kielce
Budowlani Kielce – wielosekcyjny klub sportowy z Kielc działający w latach 1948–2004.

## Historia
Klub powstał w 1948 roku. W trakcie swojej działalności klub dysponował stadionem lekkoatletycznym, który został wybudowany na Pakoszu w 1989 roku na Ogólnopolską Spartakiadę Młodzieży, powstałą w 1954 roku skocznią drewnianą i wybudowaną na jej miejscu w 1970 skocznią betonową na stoku Pierścienicy oraz oświetloną narciarską trasą biegową powstałą w 1974 roku.
7 grudnia 2004 roku klub Budowlani został rozwiązany. Zawodników jedynej działającej sekcji przejął Kielecki Klub Lekkoatletyczny, który powstał 11 grudnia 2004 roku.

## Sekcje
- biathlon
- koszykówka kobiet
- koszykówka mężczyzn
- lekkoatletyka – najbardziej znana i najdłużej działająca sekcja, która po raz pierwszy została powołana do życia w 1953 roku. Po dwóch latach doszło do jej likwidacji, a wznowienie działalności nastąpiło w 1958. Sportowcy tej sekcji mają na swym koncie 161 medali mistrzostw Polski zdobytych w różnych kategoriach wiekowych – wśród nich 15 złotych, 8 srebrnych i 11 brązowych, po które sięgnęli seniorzy. Czołowymi lekkoatletami Budowlanych byli: Wojciech Bielewicz, Elżbieta Kapusta, Piotr Kotlarski, Barbara Kwietniewska, Mirosława Sarna, Agnieszka Wrona, Mirosław Żerkowski.
- łucznictwo
- narciarstwo – sekcja istniejąca w latach 1952–1980.
- piłka ręczna kobiet – sekcja istniejąca w latach 1973–1994. Drużyna kobiet występowała w II lidze w latach 1974–1975 oraz 1979–1994, zajmując najlepsze – drugie miejsce w swojej historii w sezonie 1989/1990.
- piłka ręczna mężczyzn – sekcja istniejąca w latach 1964–1973. Piłkarze ręczni występowali III lidze i w klasie okręgowej.
- pływanie – sekcja istniejąca w latach 1983–1985.
- siatkówka kobiet
- siatkówka mężczyzn
- szermierka
- tenis stołowy
- trójbój nowoczesny – sekcja istniejąca w latach 1983–1985.